# Claudine Potocka
Klaudyna Potocka, née Działyńska, née le 27 août 1801 au Château de Kórnik, Grand-duché de Poznan et morte le 8 juin 1836 à Genève, est une noble polonaise.

## Biographie
Klaudyna Działyńska épouse en 1825 Andrzej Bernard Potocki à Konarzew (Grande-Pologne).
Lors de l'Insurrection de Novembre 1830, elle prend le parti des insurgés et se rend à Varsovie pour soigner les blessés. L'année suivante, elle suit l'armée polonaise dans sa retraite sur Modlin, puis se réfugie à Dresde, où elle consacre les restes de sa fortune dans l'aide aux réfugiés polonais.
Elle est inhumée au cimetière de Montmorency, près de Paris.

## Sources
- Notices d'autorité :   - VIAF
  - IdRef
  - GND
  - Pologne
- Joseph Straszewicz, Les Polonais et les Polonaises de la révolution du 29 novembre 1830..., Beaulé et Jubin, 1839 (lire en ligne)